# Года-икка

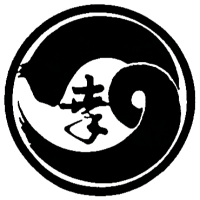
Даймон Года-икка

Года-икка (яп. 合田一家) — преступная группировка в японской мафии якудза, базирующаяся в префектуре Ямагути. Года-икка является крупнейшей в префектуре Ямагути группировкой якудза с около 440 активными членами.

## История
Группировка была образована в 1948 году как Года-гуми (яп. 合田組 Gōda-gumi) в городе Симоносеки Коити Годой, который был членом старого клана якудза Каготора-гуми. Года-гуми был переименован в Года-икка в 1968 году. Года-икка была зарегистрирована как «указанная группа якудза» согласно Закону о контрмерах по отношению к организованной преступности в июле 1992 года.
В октябре 2009 года Макото Суэхиро стал оябуном седьмого поколения Годы-икки, заменив на этом месте ушедшего на пенсию Кандзи Нукуи, управлявшего синдикатом с 1994 года.

## Состояние

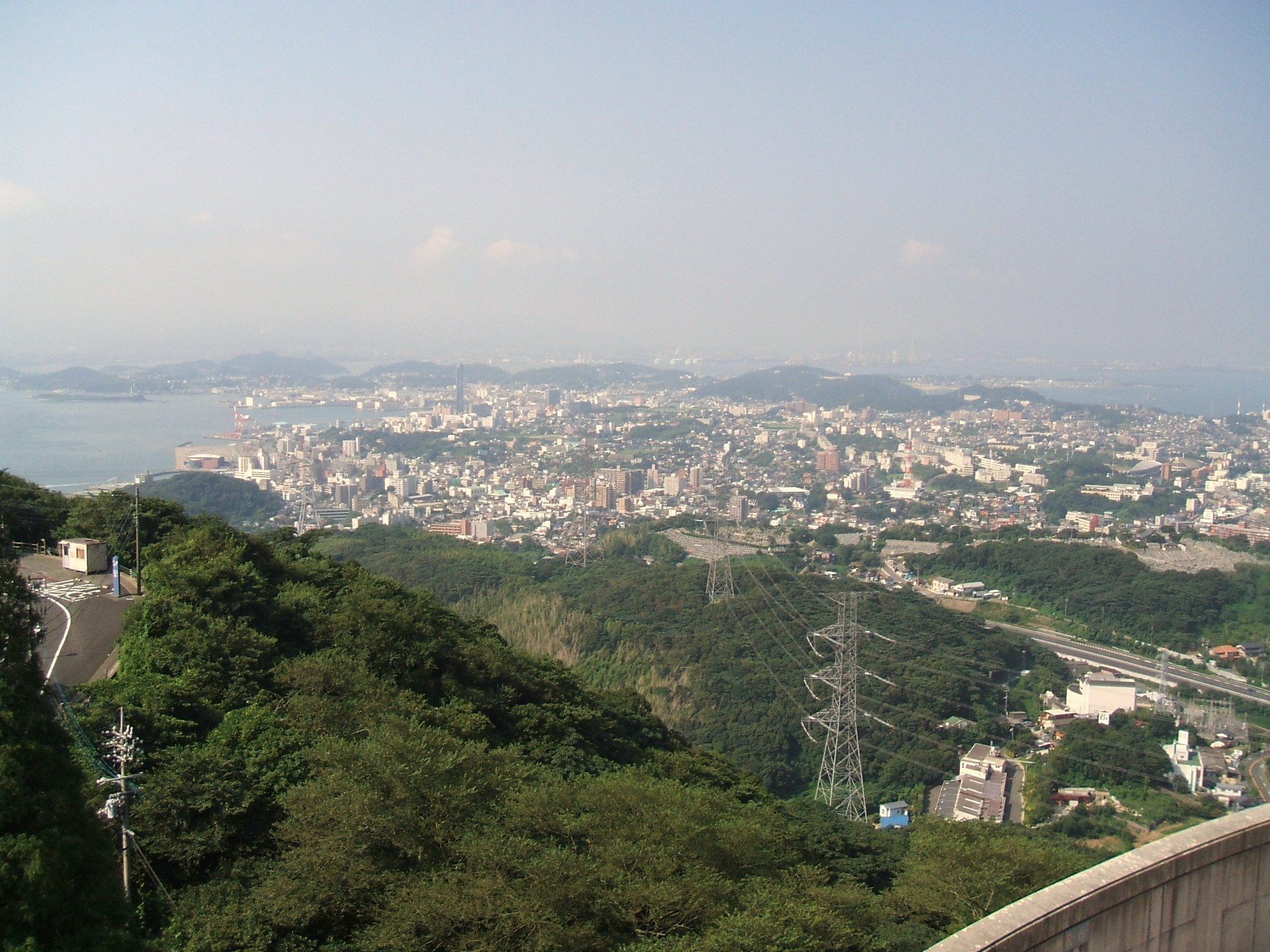
Симоносеки

Базирующаяся в Симоносеки Года-икка также имеет известные офисы в двух других префектурах Японии.
Года-икка являлась крупнейшей группировкой якудза в префектуре Ямагути после Ямагути-гуми, а с 2008 года около 64% якудза в префектуре Ямагути относятся к Годе-икке.
С 1996 года Года-икка является членом противостоящей Ямагути-гуми федерации Гося-кай с тремя другими группировками якудза из региона Тюгоку: Кёсэй-кай, Кёдо-кай и Асано-гуми, а также располагающаяся в регионе Сикоку клан Синва-кай.

## Оябуны
- 1-й: Коити Года
- 2-й: Итиро Хамабэ
- 3-й: Акира Хамасаки
- 4-й: Томоару Кавасаки
- 5-й: Даико Яманака
- 6-й: Кандзи Нукуи
- 7-й: Макото Суэхиро (корейское имя: Ким Кё-Хван, 김교환)